# Campeonato Capixaba de Futebol de 2011
O Campeonato Capixaba de Futebol de 2011 foi a 95ª edição do campeonato que aconteceu entre 21 de janeiro e 29 de maio e foi organizado pela Federação de Futebol do Estado do Espírito Santo (FES). Reuniu oito equipes (após desistência a do Jaguaré e do Rio Bananal), sendo as seis melhores do Capixaba 2010 e as duas finalistas do série B de 2010. As equipes foram distribuídas regionalmente pela Grande Vitória (três equipes), região Norte (quatro) e região Sul (uma).

## Formato
Na primeira fase, oito equipes jogaram em turno e returno, todos contra todos. Na fase seguinte, as quatro melhores fizeram as semifinais, também em jogos de ida e de volta. Os vencedores fizeram as finais do campeonato. No Campeonato Capixaba deste ano não houve rebaixamento, pois o Jaguaré e o Rio Bananal não disputaram o campeonato alegando falta de dinheiro. Apenas o campeão terá o direito de disputar a Copa do Brasil de 2012.

### Critérios de desempate
Os Critérios de desempate foram aplicados na seguinte ordem
1. Maior número de vitórias
2. Maior saldo de gols
3. Maior número de gols pró (marcados)
4. Confronto direto
5. Menor número no somatório de cartões vermelhos (3 pontos cada) e cartões amarelos (1 ponto cada)
6. Sorteio

## Equipes participantes
No arbitral realizado em 28 de outubro de 2010 ficou decidido que os seguintes clubes disputariam o campeonato:
| Equipe         | Cidade     | Em 2010      | Estádio                    | Capacidade | Títulos (mais recente) |
| -------------- | ---------- | ------------ | -------------------------- | ---------- | ---------------------- |
| Aracruz        | Aracruz    | 1º (Série B) | Bambu                      | 5 000      | 0 (não possui)         |
| Colatina       | Colatina   | 2º (Série B) | Justiniano de Melo e Silva | 4 000      | 0 (não possui)         |
| Espírito Santo | Anchieta   | 9º (Série A) | Estiva                     | 2 000      | 0 (não possui)         |
| Linhares       | Linhares   | 6º (Série A) | Joaquim Calmon             | 1 100      | 1 (2007)               |
| Rio Branco-ES  | Vitória    | 1º (Série A) | Salvador Costa             | 2 400      | 36 (2010)              |
| São Mateus     | São Mateus | 8º (Série A) | Sernamby                   | 4 600      | 1 (2009)               |
| Serra          | Serra      | 8º (Série A) | Robertão                   | 3 000      | 5 (2008)               |
| Vitória-ES     | Vitória    | 2º (Série A) | Salvador Costa             | 2 400      | 9 (2006)               |

## Primeira fase

### Classificação
|  |    | Equipes        | PG | J  | V | E | D | GP | GC | SG  |
|  | -- | -------------- | -- | -- | - | - | - | -- | -- | --- |
|  | 1. | Rio Branco-ES  | 27 | 14 | 8 | 3 | 3 | 23 | 20 | +3  |
|  | 2. | Vitória-ES     | 23 | 14 | 7 | 2 | 5 | 20 | 13 | +9  |
|  | 3. | Linhares       | 22 | 14 | 7 | 1 | 6 | 24 | 22 | +2  |
|  | 4. | São Mateus     | 22 | 14 | 6 | 4 | 4 | 28 | 19 | +9  |
|  | 5. | Aracruz[a]     | 18 | 14 | 6 | 6 | 2 | 23 | 15 | +8  |
|  | 6. | Colatina       | 15 | 14 | 4 | 3 | 7 | 15 | 24 | -9  |
|  | 7. | Espírito Santo | 14 | 14 | 3 | 5 | 6 | 18 | 29 | -11 |
|  | 8. | Serra[b]       | 7  | 14 | 1 | 4 | 8 | 12 | 21 | -9  |

|  |                                        |
|  | Zona de classificação à fase semifinal |

- a.^  O Aracruz foi punido com a perda de seis pontos por escalar irregularmente o zagueiro Nei
- b.^  O Serra devia dinheiro ao TJD-ES, e por isso teria que apresentar 40 pessoas para doar sangue. Como o time não fez isso foi punido com a perda dos pontos dos jogos com o Vitória e com o Linhares

### Turno
Primeira rodada
| 21 de Janeiro | Rio Branco-ES        | 2 - 1          | São Mateus       | Estádio Salvador Costa, Vitória |
| 20:00         | David 26', 37' (P) · | Súmula Borderô | Marcelo Pelé 51' | Árbitro: Lincoln Bellfi         |

| 22 de Janeiro | Vitória-ES                                                    | 6 – 1          | Espírito Santo   | Estádio Salvador Costa, Vitória |
| 16:00         | Vitinho 27', 75', 84' · Ricardo Paraíba 21', 30' · Sidney 81' | Súmula Borderô | Diogo (g.c.) 50' | Árbitro: Felipe Varejão         |

| 22 de Janeiro | Linhares | 0 – 1          | Aracruz    | Estádio Joaquim Calmon, Linhares         |
| 16:00         |          | Súmula Borderô | Euller 45' | Público: 267 Árbitro: Jonas Rissi Chagas |

| 24 de Janeiro | Colatina            | 1 - 1          | Serra            | Estádio Justiniano de Melo e Silva, Colatina |
| 20:00         | Jefferson 16' (P) · | Súmula Borderô | Rodrigo Cruz 18' | Público: 1 165 Árbitro: Elvis de Almeida     |

Segunda rodada
| 29 de Janeiro | Vitória-ES                             | 2 - 1          | Rio Branco-ES   | Estádio Salvador Costa, Vitória          |
| 16:00         | Vitinho 03' · Wedson Pipoca (g.c.) 85' | Súmula Borderô | David 06' (P) · | Público: 1 919 Árbitro: Pablo dos Santos |

| 29 de Janeiro | Serra                       | 2 - 3          | São Mateus                            | Estiva, Serra               |
| 16:00         | Robinho 31' · Magalhâes 79' | Súmula Borderô | Luciano 01', 74' · Juninho Baiano 37' | Árbitro: Orlenilson Freitas |

| 30 de Janeiro | Espírito Santo        | 1 - 1          | Linhares    | Estiva, Serra               |
| 16:00         | Paulinho Pimentel 20' | Súmula Borderô | Rafinha 88' | Árbitro: Dyorgenes Padovani |

| 31 de Janeiro | Aracruz          | 1 - 0          | Colatina | Bambu, Aracruz                   |
| 20:00         | Leo Oliveira 75' | Súmula Borderô |          | Árbitro: Marcos Antonio de Souza |

Terceira rodada
| 05 de fevereiro | Rio Branco-ES | 0 - 3          | Serra                        | Estádio Salvador Costa, Vitória    |
| 16:00           |               | Súmula Borderô | Piter 18' · Robinho 30', 87' | Árbitro: Willians Andrews Da Costa |

| 05 de fevereiro | Linhares    | 1 - 0          | Vitória-ES | Estádio Joaquim Calmon, Linhares |
| 16:00           | Ratinho 77' | Súmula Borderô |            | Árbitro: Elvis De Almeida        |

| 05 de fevereiro | São Mateus   | 1 - 1          | Aracruz       | Sernamby, São Mateus        |
| 16:00           | Regílson 02' | Súmula Borderô | Zé Hélder 19' | Árbitro: Devarly Do Rosário |

| 07 de fevereiro | Colatina                | 2 - 1          | Espírito Santo | Estádio Justiniano de Melo e Silva, Colatina |
| 20:00           | Fabrício 15' · Kalu 50' | Súmula Borderô | Evandro 90+1'  | Árbitro: Jonas Rissi Chagas                  |

Quarta rodada
| 12 de Fevereiro | Linhares                             | 2-3            | Rio Branco-ES                                    | Estádio Joaquim Calmon, Linhares        |
| 16:00           | Giovanny 08' · Paulinho Pimentel 75' | Súmula Borderô | Rodolfo 40' · Wedson Pipoca 56' · Gil Baiano 73' | Público: 430 Árbitro: Anderson Bassotto |

| 12 de Fevereiro | Vitória                          | 2-0            | Colatina | Estádio Salvador Costa, Vitória |
| 16:30           | Ernandes 45' · Vitinho 60' (P) · | Súmula Borderô |          | Árbitro: Orlenilson Freitas     |

| 12 de Fevereiro | Aracruz    | 1-1            | Serra       | Bambu, Aracruz                         |
| 20:00           | Parley 02' | Súmula Borderô | Robinho 80' | Público: 1 290 Árbitro: Felipe Varejão |

| 13 de Fevereiro | Espírito Santo          | 2-2            | São Mateus                 | Estiva, Serra                            |
| 16:00           | Laíson 01' · Marlon 21' | Súmula Borderô | Regílson 14' · Luciano 27' | Público: 45 Árbitro: Giovani De Oliveira |

Quinta rodada
| 19 de Fevereiro | Rio Branco-ES | 1-1            | Aracruz          | Estádio Salvador Costa, Vitória          |
| 16:00           | Rodolfo 71'   | Súmula Borderô | Leo Oliveira 07' | Público: 665 Árbitro: Devarly Do Rosário |

| 19 de Fevereiro | Serra       | 1-2            | Espírito Santo                   | Estiva, Serra                 |
| 16:00           | Richard 74' | Súmula Borderô | Patrick (g.c.) 20' · Wallace 39' | Árbitro: Robert Feres Machado |

| 19 de Fevereiro | São Mateus       | 2-1            | Vitória-ES    | Sernamby, São Mateus     |
| 17:00           | Kennio 61' · 80' | Súmula Borderô | Wanderson 07' | Árbitro: Maicon Da Silva |

| 21 de Fevereiro | Colatina               | 2-3            | Linhares                                | Estádio Justiniano de Melo e Silva, Colatina |
| 20:00           | Kalu 46' · Gabriel 69' | Súmula Borderô | Ratinho 10' · Henrique 76' · Bombom 84' | Árbitro: Willians Andrews Da Costa           |

Sexta rodada
| 26 de Fevereiro | Colatina    | 1-2            | Rio Branco-ES      | Estádio Justiniano de Melo e Silva, Colatina |
| 15:30           | Gabriel 55' | Súmula Borderô | Emílio { 38' · 76' | Árbitro: Marcos André Gomes                  |

| 26 de Fevereiro | Linhares                                   | 2-1            | São Mateus         | Estádio Joaquim Calmon, Linhares |
| 15:30           | Thiago Carioca 01' · Paulinho Pimentel 37' | Súmula Borderô | Marcelo Pelé { 03' | Árbitro: Geanderson Godoi        |

| 27 de Fevereiro | Espírito Santo | 2-5            | Aracruz                                              | Estiva, Serra            |
| 16:00           | Laíson 05' ·   | Súmula Borderô | Élton 12' · Élder 25' · Euller 49', 52' · Kleber 61' | Árbitro: Rudimar Goltara |

| 27 de Fevereiro | Vitória | 2-0            | Serra | Estádio Salvador Costa, Vitória |
| 16:00           |         | Súmula Borderô |       | Árbitro: Giovani De Oliveira    |

O Serra Perdeu por W.O. para o Vitória por decisão do TJD-ES (ver acima).
Sétima rodada
| 03 de Março | Aracruz                          | 3-2            | Vitória-ES        | Estádio Salvador Costa, Vitória            |
| 20:00       | Euler 25' · Nei 48' · Cléber 64' | Súmula Borderô | Hércules 15', 22' | Público: 1 901 Árbitro: Dyorgines Padovani |

| 03 de Março | São Mateus                               | 4-0            | Colatina | Sernamby, São Mateus        |
| 20:00       | Badinho 42' · Marcelo Pelé 48', 47', 90' | Súmula Borderô |          | Árbitro: Dyorgines Padovani |

| 03 de Março | Serra | 0-2            | Linhares | Estiva, Serra                                                                       |
| 20:00       |       | Súmula Borderô |          | Árbitro: O Serra Perdeu por W.O. para o Linhares por decisão do TJD-ES (ver acima). |

| 23 de Março | Rio Branco-ES                            | 3-0            | Espírito Santo | Estádio Salvador Costa, Vitória              |
| 15:00       | Everton 42' · David 64' · Ronicley 90+1' | Súmula Borderô |                | Público: 237 Árbitro: Gabriel Mendes Pereira |

#### Desempenho por rodada
Clubes que lideraram o Campeonato rodada por rodada no Primeiro turno:
| 1   | 2   | 3   | 4   | 5   | 6   | 7   |
| VIT | VIT | ARA | VIT | VIT | VIT | ARA |

Clubes que extiveram na lanterna do Campeonato rodada por rodada no Primeiro turno:
| 1   | 2   | 3   | 4   | 5   | 6   | 7   |
| EPS | EPS | EPS | EPS | ARA | COL | COL |

### Returno
Oitava rodada
| 11 de Março | Aracruz                         | 4-1            | Linhares          | Bambu, Aracruz                             |
| 20:30       | Nei 45+6', 55' · Euler 05', 15' | Súmula Borderô | Waschington 90+1' | Público: 2 200 Árbitro: Orlenilson Freitas |

| 12 de Março | Serra | 0-1            | Colatina | Estiva, Serra                          |
| 15:00       |       | Súmula Borderô | Gean 41' | Público: 187 Árbitro: Elvis De Almeida |

| 12 de Março | São Mateus                                                     | 5-0            | Rio Branco-ES | Sernamby, São Mateus                            |
| 18:00       | Marcelo Pelé 04', 40' · Badinho 17' · Jânio 53' · Regilson 59' | Súmula Borderô |               | Público: 2 436 Árbitro: Marcos Antonio De Souza |

| 13 de Março | Espírito Santo | 0-1            | Vitória-ES    | Estiva, Serra             |
| 15:00       |                | Súmula Borderô | Wanderson 76' | Árbitro: Geanderson Godoi |

Nona rodada
| 19 de Março | Rio Branco-ES              | 2-0            | Vitória-ES | Estádio Salvador Costa, Vitória |
| 15:00       | Evértonn 42' · Marcelo 83' | Súmula Borderô |            | Árbitro: Marcos André Gomes     |

| 19 de Março | Linhares                                         | 3-4            | Espírito Santo                              | Estádio Joaquim Calmon, Linhares |
| 15:00       | Paulinho Pimentel 06' · Bombom 08' · Ratinho 77' | Súmula Borderô | Romário 26' · Wallace 28', 42' · Maxuel 78' | Árbitro: Rudimar Goltara         |

| 19 de Março | São Mateus | 1-0            | Serra | Sernamby, São Mateus       |
| 18:00       | Parú 90+3' | Súmula Borderô |       | Árbitro: Anderson Bassotto |

| 21 de Março | Colatina                   | 2-2            | Aracruz                  | Estádio Justiniano de Melo e Silva, Colatina |
| 20:15       | Fabrício 26' · Gabriel 78' | Súmula Borderô | Euller 45+2' · Elder 90' | Árbitro: Robert Feres Machado                |

Décima rodada
| 25 de Março | Aracruz                           | 3-2            | São Mateus                      | Bambu, Aracruz                                    |
| 20:30       | Maycon 38', 51' · Zé Williams 81' | Súmula Borderô | Regílson 30' · Marcelo Pelé 68' | Público: 2 400 Árbitro: Willians Andrews Da Costa |

| 26 de Março | Serra                   | 2-3            | Rio Branco-ES                   | Estiva, Serra                          |
| 15:30       | Richard 17' · Piter 89' | Súmula Borderô | Evandro 18', 68' · Eduardo 72', | Árbitro: Dyorgenes Padivani de Andrade |

| 26 de Março | Vitória-ES | 0-2            | Linhares                        | Estádio Salvador Costa, Vitória          |
| 15:30       |            | Súmula Borderô | Thiago Carioca 70' · Wilker 83' | Público: 283 Árbitro: Dervaly do Rosário |

| 26 de Março | Espírito Santo | 0-1            | Colatina          | Estiva, Serra                        |
| 15:00       |                | Súmula Borderô | Jorge Alberto 70' | Público: 30 Árbitro: Maicon da Silva |

Décima primeira rodada
| 02 de Abril | Serra      | 1-1            | Aracruz    | Estiva, Serra                    |
| 15:00       | Andrei 56' | Súmula Borderô | Euller 18' | Árbitro: Marcos Antonio de Souza |

| 02 de Abril | São Mateus | 0-0            | Espírito Santo | Sernamby, São Mateus      |
| 18:00       |            | Súmula Borderô |                | Árbitro: Geanderson Godoi |

| 03 de Abril | Rio Branco-ES | 1-0            | Linhares | Estiva, Serra                 |
| 15:00       | Evandro 87'   | Súmula Borderô |          | Árbitro: Robert Feres Machado |

| 04 de Abril | Colatina     | 1-1            | Vitória-ES  | Estádio Justiniano de Melo e Silva, Colatina |
| 20:15       | Fabrício 50' | Súmula Borderô | Vitinho 85' | Árbitro: Robert Feres Machado                |

Décima segunda rodada
| 08 de Abril | Aracruz | 0-0            | Rio Branco-ES | Bambu, Aracruz                            |
| 20:30       |         | Súmula Borderô |               | Público: 2 400 Árbitro: Anderson Bassotto |

| 09 de Abril | Linhares              | 3-1            | Colatina        | Estádio Joaquim Calmon, Linhares      |
| 15:00       | Patrick 16', 36', 61' | Súmula Borderô | Vitor 72' (P) · | Público: 428 Árbitro: Rudimar Goltara |

| 09 de Abril | Vitória-ES | 0-0            | São Mateus | Estádio Salvador Costa, Vitória |
| 15:00       |            | Súmula Borderô |            | Árbitro: Felipe Varejão         |

| 10 de Abril | Espírito Santo | 1-1            | Serra           | Estiva, Serra              |
| 20:30       | Romário 30'    | Súmula Borderô | Piter 25' (P) · | Árbitro: Darlan dos Santos |

Décima terceira rodada
| 15 de Abril | Aracruz | 0-1            | Espírito Santo | Bambu, Aracruz                  |
| 20:30       |         | Súmula Borderô | Niel 30'       | Árbitro: Gabriel Mendes Pereira |

| 16 de Abril | Rio Branco-ES           | 2-1            | Colatina    | Bambu, Aracruz                           |
| 15:00       | Evandro 02' · David 25' | Súmula Borderô | Emerson 28' | Público: 239 Árbitro: Devarly do Rosário |

| 16 de Abril | São Mateus                               | 4-3            | Linhares                         | Sernamby, São Mateus                            |
| 15:00       | Badinho 08', 14' · Jânio Baiano 43', 63' | Súmula Borderô | Zé Augusto 02', 12' · Bombom 20' | Público: 2 500 Árbitro: Marcos Antônio de Souza |

| 20 de Abril | Serra | 0-4            | Vitória                                               | Bambu, Aracruz                           |
| 15:00       |       | Súmula Borderô | Adriano da Matta 16', 61' · Vitinho 36' · Wallace 86' | Público: 41 Árbitro: Giovani de Oliveira |

Décima quarta rodada
| 23 de Abril | Rio Branco-ES | 3-3            | Espírito Santo | Bambu, Aracruz |
| 15:00       |               | Súmula Borderô |                | Árbitro:       |

| 23 de Abril | Linhares    | 1-0            | Serra | Estádio Joaquim Calmon, Linhares |
| 15:00       | Ratinho 40' | Súmula Borderô |       | Árbitro:                         |

| 23 de Abril | Vitória     | 1-0            | Aracruz | Estádio Salvador Costa, Vitória |
| 15:00       | Vitinho 90' | Súmula Borderô |         | Árbitro:                        |

| 23 de Abril | Colatina | 3-2            | São Mateus | Estádio José Olímpio da Rocha, Águia Branca |
| 15:00       |          | Súmula Borderô |            | Árbitro:                                    |

#### Desempenho por rodada
Clubes que lideraram o Campeonato rodada por rodada no Segundo turno:
| 8   | 9   | 10  | 11  | 12  | 13  | 14  |
| ARA | ARA | ARA | ARA | RBC | RBC | RBC |

Clubes que extiveram na lanterna do Campeonato rodada por rodada no Segundo turno:
| 8   | 9   | 10  | 11  | 12  | 13  | 14  |
| EPS | SER | SER | SER | SER | SER | SER |

## Fase final
|  | Semifinais    | Semifinais | Semifinais | Semifinais |   |            | Final | Final | Final | Final |
|  |               |            |            |            |   |            |       |       |       |       |
|  | Rio Branco-ES | 0          | 1          | 1          |   |            |       |       |       |       |
|  | São Mateus    | 2          | 2          | 4          |   |            |       |       |       |       |
|  | São Mateus    | 2          | 2          | 4          |   | São Mateus | 1     | 2     | 3     |       |
|  |               |            |            |            |   | São Mateus | 1     | 2     | 3     |       |
|  |               | Linhares   | 1          | 0          | 1 |            |       |       |       |       |
|  | Vitória       | Linhares   | 1          | 0          | 1 | 1          | 1     | 2     |       |       |
|  | Vitória       |            |            |            |   | 1          | 1     | 2     |       |       |
|  | Linhares      | 2          | 1          | 3          |   |            |       |       |       |       |

### Semifinal
| 7 de maio | Linhares                    | 2-1            | Vitória     | Estádio Joaquim Calmon, Linhares         |
| 15:00     | Bombom 07' · Zé Augusto 54' | Súmula Borderô | Vitinho 16' | Público: 1 040 Árbitro: Willians Andrews |

| 7 de maio | São Mateus             | 2-0            | Rio Branco-ES | Sernamby, São Mateus                       |
| 18:00     | Marcelo Pelé 36' · 64' | Súmula Borderô |               | Público: 4 600 Árbitro: Marcos André Gomes |

| 14 de maio | Vitória     | 1-1            | Linhares        | Estádio Salvador Costa, Vitória |
| 15:00      | Vitinho 35' | Súmula Borderô | Hiran 84' (P) · | Árbitro: Devarly do Rosário     |

| 14 de maio | Rio Branco-ES | 1-2            | São Mateus                      | Estádio Engenheiro Alencar Araripe, Cariacica |
| 15:00      | Emílio 49'    | Súmula Borderô | Jânio Baiano 31' · Regílson 87' | Árbitro: Maicon da Silva                      |

### Final
| 21 de maio | São Mateus       | 1-1 | Linhares           | Estádio Justiniano de Melo e Silva, Colatina |
| 16:20      | Jânio Baiano 28' |     | Thiago Carioca 46' | Árbitro: Marcos André Gomes da Penha         |

| 29 de maio | Linhares | 0-2 | São Mateus                      | Estádio Justiniano de Melo e Silva, Colatina |
| 16:00      |          |     | Regílson 38' · Jânio Baiano 61' | Público: 2 408 Árbitro: Devarly do Rosário   |

## Premiação
| Campeonato Capixaba de 2011    |
| ------------------------------ |
| São Mateus                     |
| São Mateus Campeão (2º título) |